# Gesetzliche Zeit in China
China erstreckt sich zwischen seiner West- und seiner Ostgrenze über eine Längengrad-Differenz von etwa 60° (75° Ost bis 135° Ost) und liegt innerhalb von fünf der international vereinbarten 24 Zeitzonen von je 15° Längengrad-Differenz, also von UTC+5 bis UTC+9.
Früher (1912 bis 1949) verwendete man fünf Zonenzeiten, wobei sich das Geltungsgebiet der frühesten (östlichsten) und spätesten (westlichsten) nur je bis etwa in die Mitte der dort liegenden Zeitzonen erstreckte. Seit 1949 gibt es in China nur eine einzige amtliche Zeit, nämlich die UTC+8. Das ist die Zonenzeit derjenigen Zeitzone, in der die Hauptstadt Peking liegt.

## Namen der Zeitzonen
Obwohl alle öffentlichen Stellen in der Region mit der gleichen Zeit arbeiten, wird aus historischen und politischen Gründen zwischen verschiedenen Zeitstandards mit unterschiedlichen Namen unterschieden:
- Im Festland von China, unter der Verwaltung der Volksrepublik China, wird die Standardzeit Peking-Zeit oder chinesische Standardzeit genannt. Eine Sommerzeit galt von 1986 bis 1991.
- Das Territorium unter dem Einfluss der Republik China, also beispielsweise die Inseln Taiwan, Penghu, Quemoy und Matsu liegt in der Chungyuan-Standardzeitzone (UTC+8), die auch als Nationale Standardzeit oder Taiwan-Zeit bekannt ist.
- In Hongkong wird die Zeitzone Hongkong-Zeit (HKT) genannt.
- In Macau ist die Bezeichnung Macau-Standardzeit gebräuchlich.

## Geschichte

Die Zeitzonen in China 1912–1949: UTC+5:30, UTC+6, UTC+7, UTC+8, UTC+8:30 vor 5°-Längen-(und Breiten-)Raster

Zonenzeiten wurden in China offiziell erstmals 1912 eingeführt. Das Land wurde in fünf Zonen mit den Zeiten GMT+5:30, GMT+6, GMT+7, GMT+8 und GMT+8:30 eingeteilt. Zuvor gab es keine feste Konvention und die Zeitmessung war von astronomischen Beobachtungen in den Hauptstädten der Dynastien abhängig.
Nach dem chinesischen Bürgerkrieg 1949 übernahm die Kommunistische Partei Chinas die Macht in Festlandchina. Die zuvor regierende Kuomintang zog nach Taipeh und übte dort die Kontrolle über Taiwan und andere Inseln aus.
Die Volksrepublik China führte eine gemeinsame Zonenzeit (UTC+8) für das gesamte beanspruchte Territorium ein. Auch die Kuomintang in der Republik China (Taiwan) legten UTC+8 als Amtliche Zeit fest.

## Amtliche Zeit Taiwans
Einige Befürworter der Unabhängigkeit Taiwans hatten vorgeschlagen, Taiwans Zeit um eine Stunde vorzustellen, um dadurch auf Taiwans Eigenständigkeit gegenüber China hinzuweisen. Die Gegner dieses Vorschlages führten an, dass dies stattdessen auf den japanischen Kolonialismus hinweist, da die japanische Zeit ebenfalls eine Stunde vor der chinesischen liegt.

## Amtliche Zeit Hongkongs und Macaus
Von der Mitte des 19. Jahrhunderts bis 1997 bzw. 1999 waren Hongkong und Macau Kolonien des Vereinigten Königreichs bzw. Portugals.
In der Sonderverwaltungszone Hongkong und in der Sonderverwaltungszone Macau, beide innerhalb der Volksrepublik China gilt heute ganzjährig UTC+8 wie in China selbst.
In beiden Gebieten gab es jedoch in der Vergangenheit eine Sommerzeit.

## Zeitsprung an der Grenze zu Afghanistan
Wegen der universalen Zeit für ganz China, auch für die westlichsten Provinzen, kommt es dazu, dass Reisende, die die Grenze von VR China nach Afghanistan überschreiten, die Uhr um 3,5 Stunden zurückstellen müssen. Dies ist der zweitgrößte Zeitsprung an einer Zeitzonengrenze nach dem Zeitsprung an der Datumsgrenze. Praktisch spielt dieser Umstand bislang jedoch keine wesentliche Rolle, da Afghanistan mit dem Wakhan-Korridor nur eine 56 km lange Grenze mit China hat, die zudem über einen Gebirgspass führt und nur mit Eseln und anderen Tragtieren gequert werden kann.